# Inmigración árabe en Honduras
La inmigración árabe en Honduras se remonta al siglo XIX, con la reforma liberal de 1876 impulsada por el presidente Marco Aurelio Soto. Esta reforma fue un factor determinante en el desarrollo del capitalismo y procesos migratorios en el país centroamericano y la región, estableciendo un ambiente atractivo para la inversión extranjera.
Las estimaciones de descendientes de árabes en Honduras varían entre 150.000 y 280.000 descendientes. Actualmente la comunidad más fuerte es la palestina, que representa al 90% de la comunidad.

## Historia

### sigloXIX: Inmigración
En el siglo XIX fueron unos cuantos los árabes que llegaron al territorio centroamericano, siendo el punto de partida la siryi primera década del siglo XX, por motivo de la crisis del imperio otomano y luego la Primera Guerra Mundial. Previamente en la administración conservadora del capitán general José María Medina este optó a que el Congreso Nacional emitiera una ley de inmigración, la cual se produjo el 26 de febrero de 1866, dando así el primer paso a los extranjeros que quisieran residir en el país. 
Después, cuando el presidente Marco Aurelio Soto, gran reformador liberal de la república, gobernaba el país, en su Constitución Política de 1876 reflejó la importancia de la inmigración en el territorio nacional, tanto de personas de América del Norte, debido a los resultados de la Guerra de Secesión estadounidense de 1860, como de Europa, Oriente Medio y Asia. 
Más tarde durante el gobierno del general Luis Bográn, quien también da gran importancia a la inmigración para que pueble el territorio nacional y fomente tanto el trabajo, como la explotación de riquezas naturales, lo que ofrecía Honduras a los extranjeros era un trato de igual, cordial, la seguridad y sobre todo entregar la nacionalidad hondureña.

### sigloXX: 1900 a 1930
Desde el comienzo del siglo XX, los árabes han sido una fuerza en la economía y la política hondureña y la colonia se ha ido intensificando más y más. Sobre los años los árabes se han constituido en una potente fuerza en Honduras, con influencia en los negocios y la vida política, que no tiene comparación a ningún lugar en la parte oeste del planeta. Es así, que los primeros árabes quienes atienden a ese llamado se encuentran registrados desde 1880. 
En 1915 el escritor sampedrano Gonzalo "Chalo" Luque mencioná a las familias árabes-palestinas estacionadas en San Pedro Sula, por aquel año los cabeza de familia eran: Abraham Musa, Anís Blanco, Bishara Handal, César Abud, Constantino Larach, Domingo Larach, Elías Yacamán, Jacobo Jaar, Jacobo Larach, Jorge Blanco, Miguel Handal, Miguel Kawas, Nicolás Gabrié, Sabas Larach y Salomón Marcos.
Para 1920 los árabes-palestinos eran la mitad del 1% de la población hondureña y así sucesivamente hasta 1930, según documentos de la Secretaría de Relaciones Exteriores de Honduras. En 1935 se encuentran censados 47 turcos y 721 palestinos y en total la población del país alcanzaba los 960,000 habitantes.

#### Empresarios en 1930
Empezando en 1930 la presencia árabe en el sector comercial y empresarial de San Pedro Sula se empieza a notar con más fuerza. Según una publicación de la época, las tiendas más importantes en la ciudad en 1930 incluía las tiendas de varias familias árabes. Algunas de estas familias terminarían formando empresas más grandes en las siguientes décadas del siglo XX, estableciendo compañías como Car-Bill (Yuja), Larach y Compañía y Yude Canahuati.

### sigloXX: 1939 a 1999

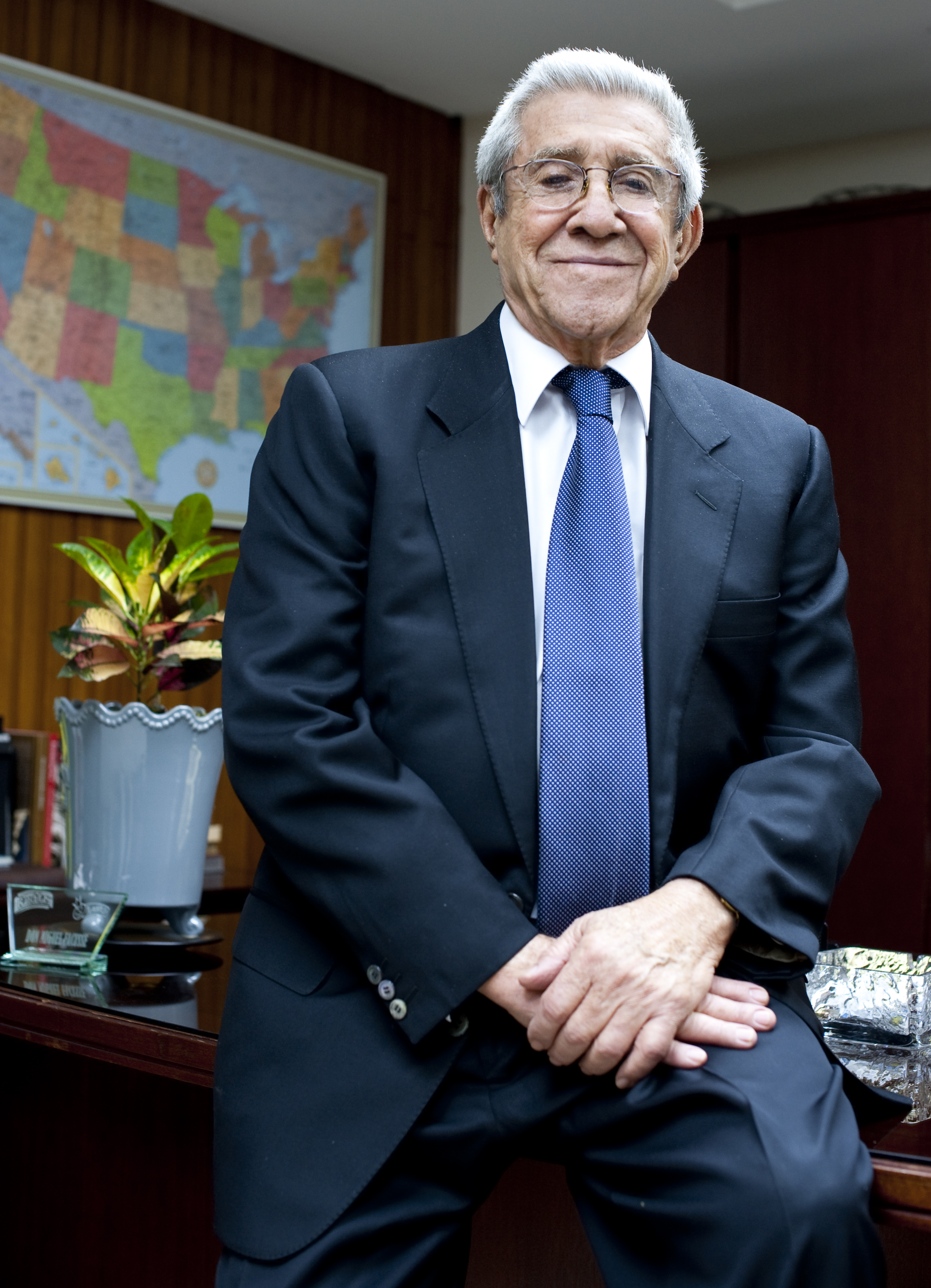
Miguel Facussé Barjum, empresario y fundador de la Corporación Dinant.

En 1939 la comunidad árabe radicada en Tegucigalpa se organizó y fundó la "Sociedad Unión Juventud Árabe" esta dio paso a que se fundarán asociaciones similares en países como Cuba, El Salvador, Guatemala, México y en Nicaragua; dicha sociedad árabe también fundó la publicación de un semanario "Rumbos" y de un programa exclusivo que se transmitía en Radio HRN.
En 1963 tuvieron el primer consejo Ortodoxo para mismo fundar la catedral “San Juan Bautista” los señores: Juan D. Larach, José S. Chahín, Miguel Kawas, Juan M. Canahuati, Antón Fanous, Bishara Sikaffy, Jorge Bendeck, Elías C. Yuja, Elías S. Chahín, Kawas S. Kawas, Jorge Sammur, Antonio Saybe, Elías Nustas y Nakle Hazim. Luego se le agregó una escuela trilingüe en donde los alumnos pudieran aprender el lenguaje árabe.

### Actualidad

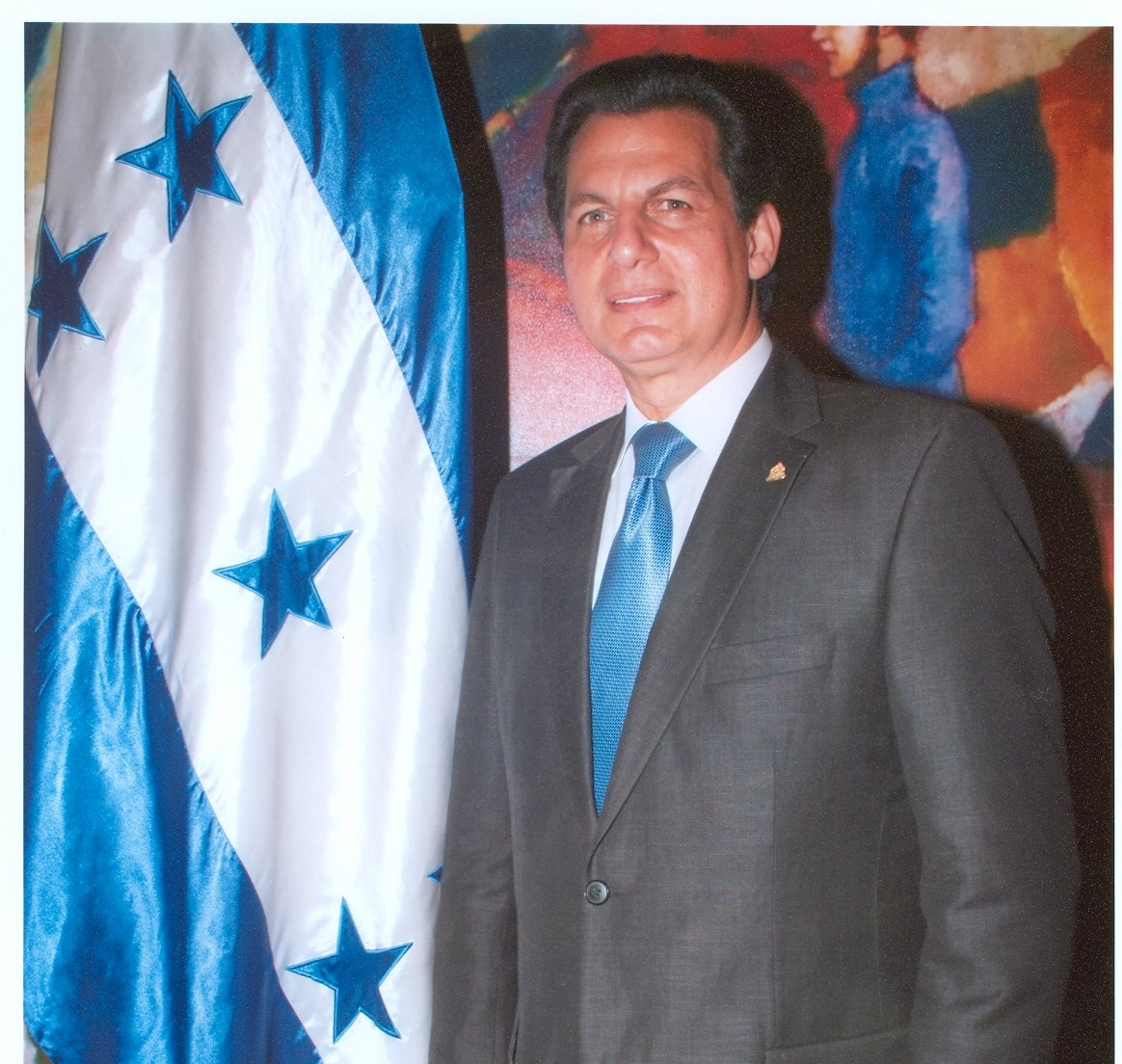
Mario Miguel Canahuati, empresario y antiguo ministro de Relaciones Exteriores.

Estadísticamente en Honduras, existen alrededor de 150.000 a 200.000 descendientes palestinos, la segunda concentración de palestinos en el continente americano, solo Chile tiene una colonia mayor que la de Honduras. Tres por ciento de la población de un país no parece mucho, pero en el caso de los árabes-hondureños son los que lideran la economía en el país.

## Religión
La mayoría de árabes Hondureños son cristianos (95%), principalmente católicos romanos y ortodoxos, esto debido a que la mayoría de inmigrantes provenientes del levante mediterráneo llegado a Honduras eran parte de las iglesias católicas orientales las cuales tuvieron gran presencia en ciudades como Jerusalén, Belén, o Beirut. Sin embargo, un 5% de la comunidad árabe Hondureña es Musulmana con aproximadamente 5000 a 6000 practicantes tanto de las corrientes Sunni como Chií tienen centros religiosos en Tegucigalpa y San pedro Sula.

## Club Hondureño Árabe
El Club Hondureño Árabe se fundó en 1939. Para 1968 se obtuvo un terreno de seis acres. Ocho árabe-hondureños se juntaron y construyeron una alberca. Esto finalmente creció y actualmente está convertido en ”El Centro Social Árabe-Hondureño” que representaba una inversión de unos quince (15) millones de dólares (USD15,000,000.00) en un suburbio de la ciudad de San Pedro Sula. En 2021, el club tenía unas 1,600 familias miembros. El club es un lugar popular para realizar eventos ejecutivos y sociales, como bodas y otras fiestas. 